# Szép új világ (album)
A Szép új világ a Junkies 2005-ben megjelent albuma. Az album kiadása után közös megegyezéssel a Junkies elbocsátotta akkori dobosukat, Bonyhádi Bálintot. Helyére Schvéger "Fenegyerek" Zoltán lépett. Az albumon 13 dal szerepel.
A Junkies a Hat című albumuk után két és fél évnyi hallgatás után jelentkezett ezzel az albummal. Kiadását fél évig tartó stúdiómunka előzte meg. A 'Szép új világ' főleg pozitív visszajelzéseket kapott, de azt nagyon sokan hozzátették, hogy a Nihil című albumuktól, akkori sikereiktől messze elmaradtak.

## Dalok
- 1. Beavatás (1:46)
- 2. Szép új világ (3:34)
- 3. XXI. századi srác (3:54)
- 4. Gyere le velem a mélybe (2:19)
- 5. Ne csinálj nekem programot (3:53)
- 6. Vérfolt a kövön (2:26)
- 7. Leggyönyörűbb (5:35)
- 8. Ami táplál, az pusztít el (3:09)
- 9. Minden álmom (4:12)
- 10. Mindegy csak hasson (4:48)
- 11. Vége a dalnak (4:43)
- 12. Lesz még ráadás (3:46)
- 13. Feloldozás (6:58)

## Közreműködők
- Szekeres András (ének)
- Riki Church (basszusgitár, vokál)
- Barbaró Attila (szólógitár, vokál)
- Bonyhádi Bálint (dob)